# Renato
Renato je moško osebno ime.

## Različice imena
Rene, Renee, Renej, Reni, Reno, Renat,

## Tujejezikovne različice imena
- pri Angležih: Renatus
- pri Čehih, Nemcih: René
- pri Latvijcih: Renatas
- pri Poljakih: Renat
- pri Rusih: Ренат

## Izvor imena
Ime Renato izhaja italijanskega imena Renato, to pa iz latinskega imena Renatus. Latinsko ime Renatus razlagajo iz latinske besede renatus, ki pomeni »ponovno rojen, prerojen«. Ime Renatus so prvotno dajali poganom, ki so se dali krstiti, s tem pa so po krščanskem prepričanju zaživeli v novo življenje.

## Pogostost imena
- Po podatkih Statističnega urada RS je bilo na dan 30. junija 2006 v Sloveniji 836 oseb, ki so imele to ime. Med vsemi imeni je ime Renato

uvrščeno na 176 mesto in predstavlja 0,1% vseh moških imen. Ostale oblike imena, ki so bile na ta dan še v uporabi: Renej(5) in Reni(5).

## Osebni praznik
Renato lahko praznuje god:
- 6. oktobra, (Renato, italijanski škof, † 470)
- 19. oktobra, (Renato Goupil, redovnik in misijonar, † 1642), ali
- 1. decembra, (Renato (Rene), škof iz Maastrichta, † 5. stol.)[3]